# Buková u Příbramě
Buková u Příbramě là một làng thuộc huyện Příbram, vùng Středočeský, Cộng hòa Séc.